# 西スラヴ語群

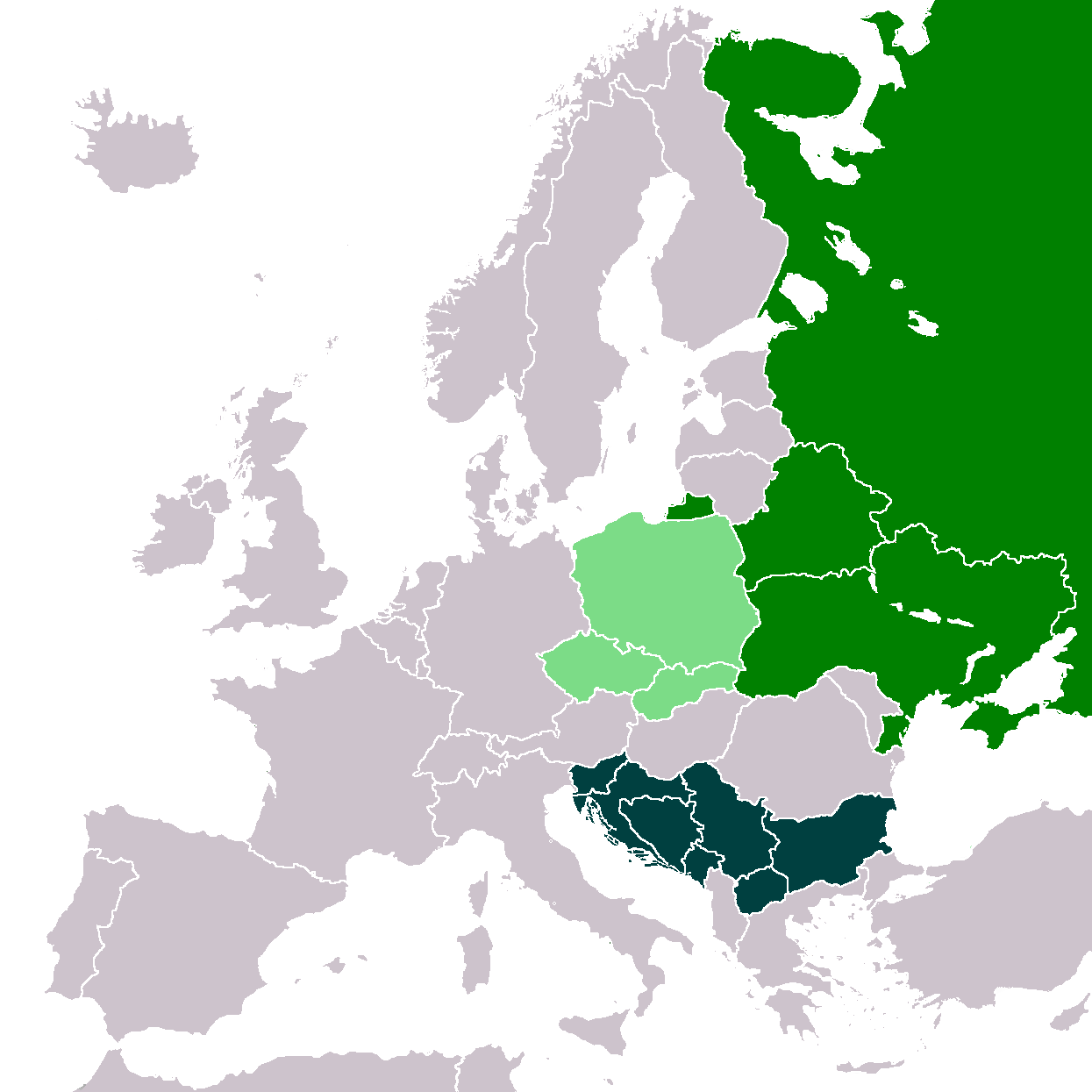
西スラヴ語が公用語の国
東スラヴ語が公用語の国
南スラヴ語が公用語の国

西スラヴ語群（にしスラヴごぐん、ポーランド語: Języki zachodniosłowiańskie, チェコ語: Západoslovanské jazyky）は、インド・ヨーロッパ語族スラヴ語派の下位分類。中央ヨーロッパに分布し、話者人口は5600万人。ポーランド語、チェコ・スロバキア語、ソルブ語の三つが有名。
かつてはスラヴ族にとっての単一言語である「スラヴ祖語」が存在したと想定されるが、スラヴ人の民族大移動の頃（5～6世紀）から次第に方言的分化が進み、7世紀前後には西スラヴ語群としての特徴が明確になった。7世紀から10世紀にかけての時期には、この語群内でも分化が進んだ。すなわち、レヒト諸語とソルブ諸語（ラウジッツ諸語とも）である。また9世紀にはチェコ・スロヴァキア諸語が分出した。

## 分類
- 印欧語族
  - スラヴ語派
    - 西スラヴ語群
      - チェコ・スロヴァキア諸語
        - チェコ語
        - スロヴァキア語

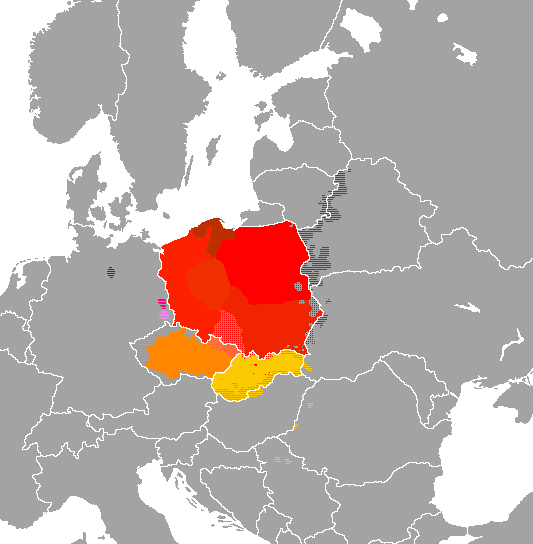
西スラブ諸語の分布
レヒト諸語
ポーランド語
カシューブ語
チェコ・スロバキア諸語
チェコ語
スロバキア語
ソルブ諸語
高地ソルブ語
低地ソルブ語

        - パンノニア・ルシン語 (スロヴァキア、ポーランド、ウクライナ、ハンガリーの境界に当たる地域の方言で東スラヴ語群ルシン語に入れることもある).

      - レヒト諸語
        - ポーランド語
          - ヴィエルコポルスカ方言（ポーランド語版）（ポーランド語: Dialekt wielkopolski）
          - マウォポルスカ方言（ポーランド語版）（ポーランド語: Dialekt małopolski）
          - マズルク方言（ポーランド語: Dialekt mazowiecki）
          - シレジア方言（ポーランド語: Etnolekt śląski、独立言語とみなされることもある。シロンスク方言とも）
          - カシューブ方言（ポーランド語: Język kaszubski）
          - 新混合方言（ポーランド語: Nowe dialekty mieszane）

        - ポラーブ語　（死語）
        - ポメラニア諸語（英語版）
          - カシューブ語
          - スロヴィンツ語（英語版）　（死語）

      - ソルブ語
        - 上ソルブ語
        - 下ソルブ語

## 特徴
南および東スラヴ語群と比較しての西スラヴ語群の特徴としては、主に以下のものが挙げられる。
- スラヴ祖語の*tj, *dj　が　c（/ts/）、zまたはdz（/ds/）となった。

| 意味         | スラヴ祖語 | ポーランド語 | チェコ語 | スロバキア語 | 上ソルブ語 | 下ソルブ語 |
| ------------ | ---------- | ------------ | -------- | ------------ | ---------- | ---------- |
| ろうそく、光 | *světja    | świeca       | svíce    | svieca       | swěca      | swěca      |
| 畦（あぜ）   | *medja     | miedza       | meze     | medza        | mjeza      | mjaza      |

- スラヴ祖語の*or, *ol, *er, *el が音位転換（語中での文字・音節・音の位置転換）を起こし、チェコ・スロヴァキア諸語では ra, la, rě, lě に、レヒト諸語とソルブ諸語では ro, lo, re, le になった。

| 意味 | スラヴ祖語 | ポーランド語 | チェコ語 | スロバキア語 | 上ソルブ語 | 下ソルブ語 |
| ---- | ---------- | ------------ | -------- | ------------ | ---------- | ---------- |
| 厳寒 | *morzъ     | mróz         | mráz     | mráz         | mróz       | mroz       |
| 牛乳 | *melko     | mleko        | mléko    | mlieko       | mlóko      | mloko      |